# 瑰喉蜂鸟
，是雨燕目蜂鸟科的一种鸟类。该物种属于煌蜂鸟属，但也有一些分类系统将其与大瑰喉蜂鸟一同归为瑰喉蜂鸟属（学名：Atthis）。
瑰喉蜂鸟体重约2.9克，翼长约34毫米，嘴峰长约14.8毫米，喙宽度约1.1毫米，喙厚度约1.2毫米，跗蹠长约4.1毫米，尾长约19毫米。瑰喉蜂鸟在其分布区内为留鸟，其栖息在半开放的高大树木组成的森林中，食性为草食性，主要食物来源是植物的花蜜。

## 亚种
- ：分布于墨西哥南部恰帕斯州和危地马拉的山地森林。
- ：分布于洪都拉斯的湿润山地森林。[4]